# アグスタ A106
アグスタ A106
アグスタ A106
- 用途：小型哨戒ヘリコプター
- 製造者：アグスタ
- 初飛行：1965年11月
- 生産数：2機
- 運用状況：試作のみ

アグスタ A106は、 アグスタ社が開発した単座の哨戒ヘリコプター。イタリア海軍のインパヴィド級駆逐艦に搭載する対潜兵器のプラットフォームとして開発された。

## 概要
A106はフェランティ社製の自動安定装置と索敵、識別のための洗練された電子機器を搭載し、2本の魚雷を胴体下に吊り下げることができた。尾部と2枚ブレードの主回転翼は艦上格納庫に収納できるように折り畳みが可能でスキッド式降着装置にはフロートが取り付けられていた。
2機の試作機が製造され、初号機は1965年11月に初飛行を行った。1973年にイタリア海軍は5機の前量産型を中止した。

## 要目
- 定員：乗員1 名
- 全長：8.0 m (26 ft 3 in)
- 全高：2.5 m (8 ft 2 in)
- 空虚重量：590 kg (1,300 lb)
- 全備重量：1,400 kg (3,100 lb)
- 回転翼直径：9.5 m (31 ft 2 in)
- 円板面積：70.9 m² (763 ft²)
- 発動機：1 × チュルボメカ＝アグスタ H1400 ターボシャフトエンジン TAA.230, 224 kW (300 hp)
- 超過禁止速度：176 km/h (110 mph)
- 巡航高度：3,000 m (9,800 ft)
- 航続距離：740 km (460 miles)

- 武装
  - Mk44 魚雷 × 2 又は
  - 爆雷 × 10 又は
  - 7.62 mm 機関銃 × 2 と 80 mm ロケット弾 × 10